# Baliarrain
Baliarrain – gmina w Hiszpanii, w prowincji Gipuzkoa, w Kraju Basków, o powierzchni 2,7 km². W 2011 roku gmina liczyła 127 mieszkańców.